# Honbaso

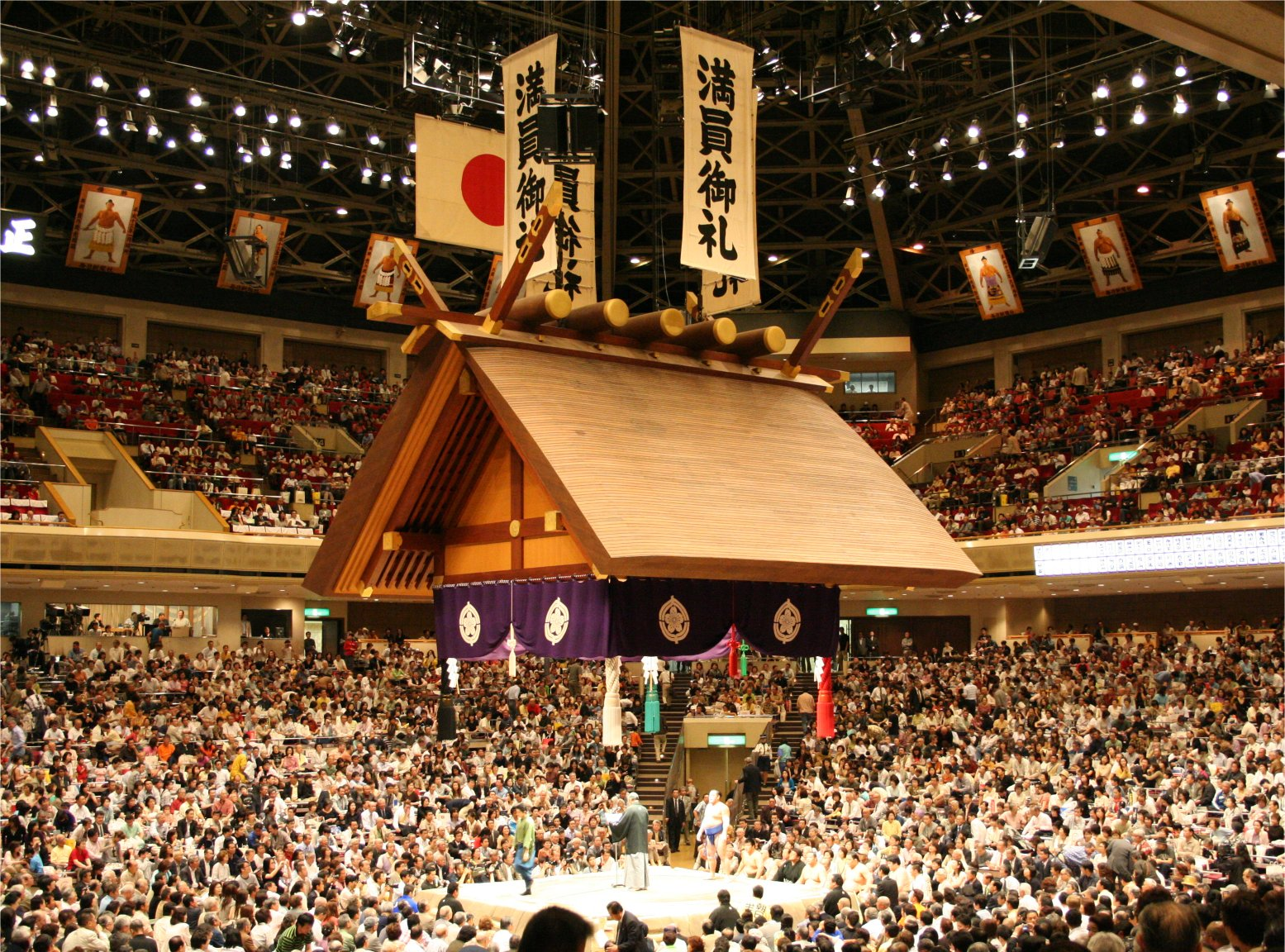
A Rjógoku Kokugikan nézőtere

A honbaso (本場所, nyugaton honbasho) a kéthavonta megrendezett hivatalos szumótornák megnevezése. Csak a honbasókon elért eredmények befolyásolják a birkózók rangsorolását.
Minden honbaso 15 napig tart, a két legmagasabb osztály, a makuucsi és a dzsúrjó birkózói minden nap egy mérkőzésen vesznek részt, az alacsonyabb osztályokban egy honbasón hét küzdelmet vívnak, nagyjából minden másnap egyet.
Minden birkózó elsődleges célja, hogy kacsi-kosit érjen el, azaz több nyert, mint vesztett meccse legyen. Ezzel tudja biztosítani rangja megőrzését. Ha ez nem sikerül neki, azaz make-kosival zárja a tornát, a következő honbasóra valószínűleg lejjebb kerül a ranglétrán.
Ha az utolsó nap mérkőzései után a két tornagyőzelemre esélyes birkózó között döntetlen alakul ki, meg kell küzdeniük egymással, és a végső győztes kapja a császári kupát és a pénzjutalmat.
Az egy év alatt megrendezett hat honbaso a következő:
| honbaso    | megnevezés         | helyszín                                | nyitónap                             |
| ---------- | ------------------ | --------------------------------------- | ------------------------------------ |
| január     | hacubaso (nyitó)   | Tokió, Rjógoku Kokugikan                | a hónap első vagy második vasárnapja |
| március    | harubaso (tavaszi) | Oszaka, Oszaka prefektúra sportcsarnoka | a hónap második vasárnapja           |
| május      | nacubaso (nyári)   | Tokió, Rjógoku Kokugikan                | a hónap második vasárnapja           |
| július     | Nagoja-baso        | Nagoja, Aicsi prefektúra sportcsarnoka  | a hónap első vagy második vasárnapja |
| szeptember | akibaso (őszi)     | Tokió, Rjógoku Kokugikan                | a hónap második vasárnapja           |
| november   | Kjúsú-baso         | Fukuoka, Fukuokai Rendezvényközpont     | a hónap második vasárnapja           |